# Välluvs kyrka
Välluvs kyrka är en kyrkobyggnad i Välluv, mellan tätorterna Påarp i norr och Bårslöv i söder. Den tillhör Kropps församling i Lunds stift.

## Kyrkobyggnaden
Kyrkan byggdes vid 1100-talets slut i romansk stil med långhus, kor och absid. Absiden är halvrund. Under 1400-talet slog man upp valv och ett vapenhus lades till vid den södra ingången. Samtidigt uppfördes ett lägre torn i väster. Vid en restaurering i början av 1800-talet revs vapenhuset och man skapade en ny ingång mot väster. Vid slutet av samma sekel höjde man tornet med ungefär sex meter.
Kyrkobyggnadens utseende är typisk för medeltidens danska kyrkor med vitkalkade fasader och ett trappstegsförsett torn, här även prytt av blinderingar. Portalen i tornet markeras av en svagt utskjutande trappstegskönt portik. Kyrkan har en lägre korbyggnad i öster med en utskjutande, halvrund absid innehållande sakristieporten. Fönster- och dörrvalv, samt blinderingar är spetsbågsformade, förutom i sakristieporten, vars valv är rundbågigt. Taket är täckt av kopparplåt, liksom huvudporten.  
Kyrkogården omges av en vitkalkad, taktegelkrönt mur.

## Inventarier
- Triumfkrucifixet av ek är från 1200-talet. Man tror att det ursprungligen hade en kungakrona men att denna byttes ut mot en törnekrona under medeltiden. Själva korset som det hänger på är från 1852.
- Altaruppsatsen av ek målades av Sören Kiaer 1624.
- Predikstolen av ek från 1627 är rikt skulpterad och målad.
- Dopfunten i granit höggs under slutet av 1100-talet. Den ursprungliga foten är dock förstörd och ersatt av en modern sådan. Funten stod tidigare på kyrkogården där den fungerade som vattensamlare tills den flyttades in i kyrkan igen 1939.
- Dopfatet i mässing gjordes på 1600-talet.
- Den nuvarande orgeln är byggd av Tostareds Kyrkorgelfabrik 1986. Den har 18 stämmor, två manualer och pedal.
- I tornet finns två klockor. Storklockan göts 1467, men blev omgjuten 1730, 1782 och 1789. Lillklockan är gjuten 1831.
- I kyrkan finns fragment av kalkmålningar från 1400-talet.

### Orgel
1881 byggde Knud Olsen i Köpenhamn en orgel med sex stämmor. 1939 byggde Bo Wedrup i Uppsala en orgel med tolv stämmor. Den nuvarande orgeln byggdes 1986 av Tostareds Kyrkorgelfabrik och är en mekanisk orgel med ny fasad.
| Huvudverk I     | Svällverk II      | Pedal       | Koppel  |
| Principal 8´    | Rörflöjt 8´       | Subbas 16´  | I/P     |
| Gedakt 8'       | Salicional 8'     | Borduna 8´  | II/P    |
| Oktava 4'       | Voix Céleste 8'   | Koralbas 4' | II/I    |
| Traversflöjt 4' | Principal 4'      | Fagott 16'  | II 4'/P |
| Oktava 2'       | Blockflöjt 2'     |             |         |
| Cornett II chor | Larigot 1 1/3'    |             |         |
| Mixtur III chor | Zinka 8'          |             |         |
|                 | Tremulant         |             |         |
|                 | Crescendosvällare |             |         |